# Cassa di Risparmio di Puglia
La Cassa di Risparmio di Puglia (abbreviata in CariPuglia) è stata una banca italiana con sede a Bari.

## Storia
La Cassa di Risparmio di Puglia venne costituita nel 1949 dalle altre casse di risparmio italiane e doveva per statuto limitare l'attività alla propria regione.
Nel 1960 la Cassa incorporò il Monte di credito su pegni San Giuseppe di Rutigliano e in questo modo poté esercitare il credito su pegno.
Nel 1966 vennero assorbiti il Credito Mesagnese e le attività della Cassa rurale e artigiana di Acquaviva delle Fonti.
Nel 1983 fu incorporato il Credito agricolo e commerciale fasanese.
In seguito alla legge Amato nel 1991 l'attività bancaria fu trasferita alla nuova controllata Cassa di Risparmio di Puglia S.p.A., mentre la  cassa di risparmio, cui erano rimaste le attività senza scopo di lucro, fu trasformata nella Fondazione Cassa di Risparmio di Puglia.
Nel 1995 il pacchetto di azioni detenute dalla Cariplo, raggiunse il 78,9% e la CariPuglia fu iscritta nel gruppo Cariplo.
Nel 1998 la CariPuglia confluì nella Banca Carime, insieme alla Carical e alla Carisal.

## Fonti
- Sito del Sistema Archivistico Nazionale Archiviato il 20 dicembre 2016 in Internet Archive.
- Roberto Pinza, Interrogazione parlamentare del sen. Nicola Fusillo: "Ai Ministri del tesoro e del bilancio e della programmazione economica e del lavoro e della previdenza sociale" (PDF), su senato.it, sito del Senato, 17 novembre 1997. URL consultato il 9 aprile 2016.

| Controllo di autorità | VIAF (EN) 159581702 · LCCN (EN) n91065166 |